# هوانگ چیجیانگ
هوانگ چیجیانگ (انگلیسی: Huang Qijiang؛ زادهٔ ۵ اکتبر ۱۹۶۸) بازیکن واترپلو اهل چین بود.
وی در مسابقات کشوری و بین‌المللی در مجموع برندهٔ ۱ مدال طلا، ۱ مدال نقره شده‌است.